# 拉塞尔·H·塔特尔
拉塞尔·H·塔特尔（英語：Russell Howard Tuttle，1939年8月18日—）是一位美国杰出的灵长类动物形态学家和古人类学家，1985年获古根海姆獎，2003年成为美國科學促進會（AAAS）会员。